# Dah Dédjalagni Agoli-Agbo
 (novembre 2023).
Dah Dédjalagni Agoli-Agbo, né en 1934 à Bénin, est une autorité religieuse et traditionnelle dans le Sud du Bénin.

## Biographie
Dah Dédjalagni Agoli-Agbo est né en 1934. Ancien agent de police, il est l'héritier d'une longue lignée de monarques. Agoli Agbo est l’un des successeurs du roi Béhanzin.

## Intronisation
Dah Dédjalagni Agoli-Agbo est intronisé à Abomey, la capitale du territoire constitutif de l’ancien royaume du Dahomey. La cérémonie s'est tenue au début des années 1990, secrètement, à cause des tensions au sein de la famille royale. Une longue période de cohabitation et de disputes avec son rival Houédogni Gbèhanzin a suivi, et ne s'est achevée qu’en 2010 par un nouveau couronnement,,.

## Signe distinctif
Reconnu parmi plusieurs personnes, Dada Dédjalagni Agoli-Agbo porte sur son visage un cache-nez en métal hérité du roi Glélé et servant autrefois à protéger les narines royales de la poussière soulevée lors des processions.

## Influence

### Religieuse
Autorité religieuse et coutumière, aucune manifestation ne peut se faire sans lui. Il préside diverses cérémonies traditionnelles et tous les dignitaires vodoun lui font allégeances.

### Politique
Sollicité, il est considéré comme grand électeur et des personnalités politiques viennent le voir à la veille de scrutin à son palais royal Gbindo à Abomey,.

## Vie conjugale
Dah Dédjalagni est marié à 41 femmes.
Il meurt lundi 2 juillet 2018, âgé de 84 ans.